# Jim Hurtubise
Jim Hurtubise (n. 5 decembrie 1932 – d. 6 ianuarie 1989) a fost un pilot de curse auto american care a evoluat în Campionatul Mondial de Formula 1 în sezonul 1960.
1. 1 2  Jim Hurtubise, Find a Grave, accesat în 9 octombrie 2017